# Abbazia di San Tommaso (Brno)
L'abbazia di San Tommaso (in ceco: Starobrněnský klášter), letteralmente "Monastero Vecchia Brno", dal nome del quartiere in cui sorge, Staré Brno, è un antico monastero cistercense, oggi agostiniano, nella città di Brno, in Repubblica Ceca.
Il naturalista abate Gregor Mendel condusse qui fra il 1856 e il 1863 i suoi esperimenti sulle piante di pisello, che in seguito diverranno note come Leggi di Mendel.

## Storia e descrizione

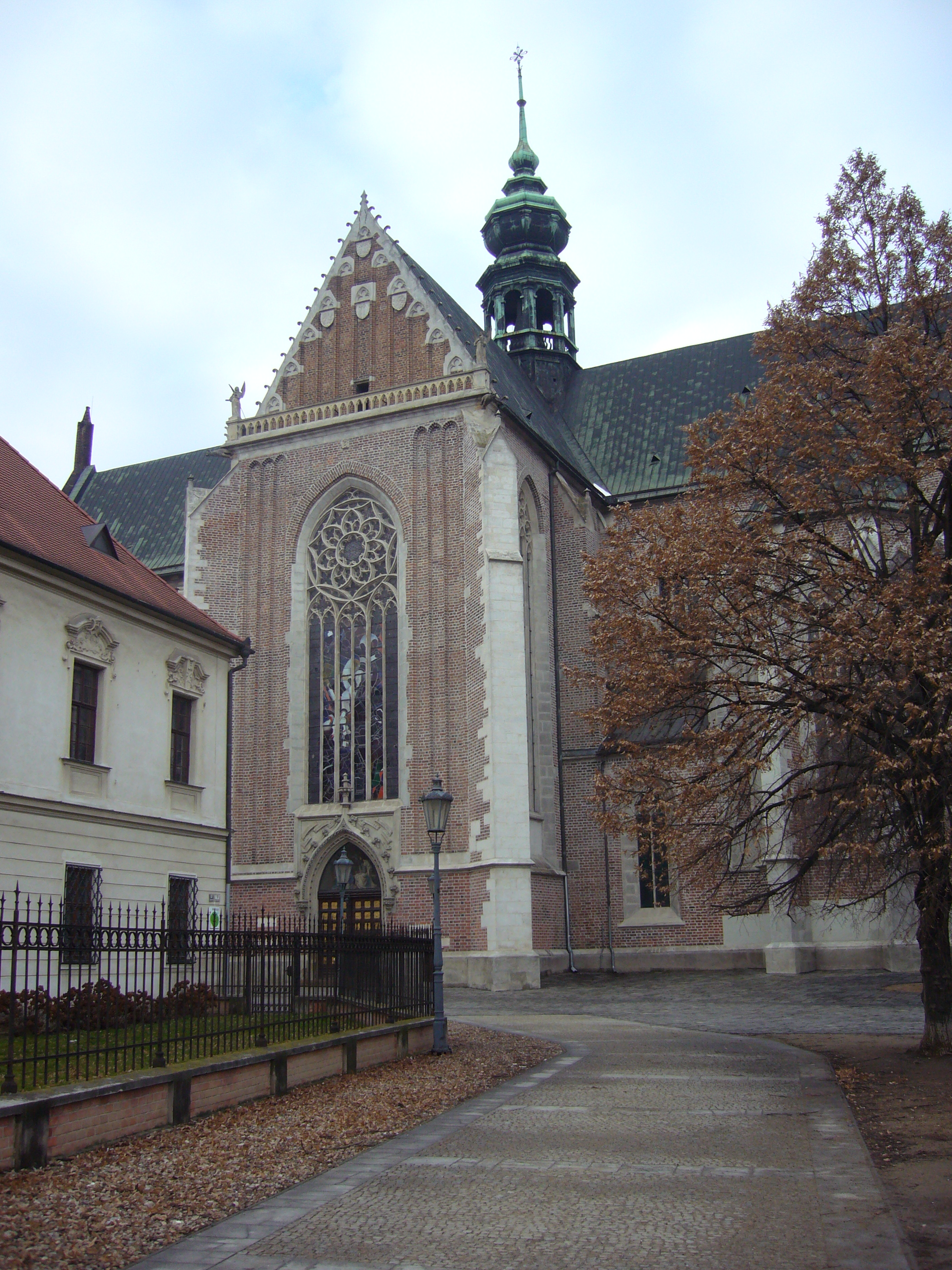
La chiesa abbaziale.

L'abbazia venne fondata come monastero cistercense nel 1323 dalla regina boemo-polacca Elisabetta Richeza di Polonia con i fondi ricevuti dal nuovo re di Boemia Giovanni di Lussemburgo. Vedova, Elisabetta Richeza, è sepolta qui con il suo compagno, il viceré moravo Enrico di Lipa. Nel 1333 vi fu costruito in ospedale, e verso il 1373 il monastero era terminato.
L'edificio maggiore dell'abbazia è la chiesa gotica dell'Assunta, sorta su una precedente chiesetta romanica del X secolo. Nel corso del XVIII secolo gli edifici abbaziali vennero rifatti da Mořic Grimm, già attivo nella Cattedrale. Nel 1762-65 Andreas Schweigel rifece l'altra maggiore della chiesa in stile barocco.
Sotto il pavimento della navata nella zona contrassegnata da una corona e dalla lettera "E" è la tomba di Elisabetta Richeza di Polonia.
L'imperatore Giuseppe II d'Asburgo-Lorena nel 1782 abolì il monastero e tutte le sue proprietà vennero confiscate. L'anno successivo, nel 1783 l'abbazia venne assegnata agli agostiniani, cacciati dall'imperatore dal loro monastero presso la chiesa di San Tommaso. Dal 1868 fino alla sua morte nel 1884 Gregor Mendel vi fu l'abate. Nei giardini monastici vi condusse i suoi celebri studi ed esperimenti sulla riproduzione delle piante di pisello, ricavandone le tre leggi sull'ereditarietà che in seguito diverranno note come Leggi di Mendel.
Il monastero venne chiuso nel 1950 dal governo comunista, per ritornare agli agostiniani nel 1989. Nel 1987 la chiesa dell'Assunta venne eretta a basilica minore da papa Giovanni Paolo II.